# Telestaquio
Telestaquio är en ort i Mexiko.   Den ligger i kommunen Ixtapa och delstaten Chiapas, i den sydöstra delen av landet, 700 km öster om huvudstaden Mexico City. Telestaquio ligger 1 115 meter över havet och antalet invånare är 475.
Terrängen runt Telestaquio är huvudsakligen kuperad, men åt sydost är den bergig. Runt Telestaquio är det ganska tätbefolkat, med 116 invånare per kvadratkilometer. Närmaste större samhälle är Bochil, 15,2 km norr om Telestaquio. I omgivningarna runt Telestaquio växer huvudsakligen savannskog.